# Maksis Kazāks
Maksis Kazāks, (nacido el 10 de mayo de 1912 en Riga, Letonia y fallecido el 19 de junio de 1983 en Toronto, Canadá) fue un jugador de baloncesto letón. Consiguió la medalla de plata con Letonia en el Eurobasket de Lituania 1939.